# Basic Instinct – Neues Spiel für Catherine Tramell
Basic Instinct – Neues Spiel für Catherine Tramell ist ein Spielfilm des britischen Regisseurs Michael Caton-Jones aus dem Jahr 2006 mit Sharon Stone in der Hauptrolle. Der Thriller ist die Fortsetzung von Paul Verhoevens Basic Instinct aus dem Jahr 1992.

## Handlung
Die Schriftstellerin Catherine Tramell ist von San Francisco nach London gezogen. Als sie während der Autofahrt mit einem bekannten britischen Fußballstar Sex hat, kommt der Wagen von der Straße ab und stürzt in die Themse. Catherine überlebt, ihr Liebhaber ertrinkt. Unter der Leitung des Cops Washburn stellt Scotland Yard schon kurze Zeit später Ermittlungen in dem mysteriösen Fall an, und der Kriminalpsychologe Dr. Michael Glass wird herangezogen, um Tramell zu begutachten, ehe ein möglicher Prozess gegen sie beginnt. Die Ermittlungen werden jedoch fallen gelassen, und Tramell nimmt mit Dr. Glass Kontakt auf, um ihn als Psychologen aufzusuchen. Die verführerische und intelligente Blondine hat Glass als Protagonisten für ihren neuesten Roman im Visier und beginnt mit ihm eine heiße Affäre.
Schon bald sieht sich der Psychologe gefangen in einem gefährlichen Netz aus Sex und Intrigen. In seiner Umgebung werden mehrere Morde begangen, Glass wird als Täter verdächtigt, seine Karriere leidet unter Stress. Aus einer Zusammenfassung des neuesten Romans von Tramell erfährt Glass, wer das nächste Mordopfer sein soll.
Glass tötet Washburn und wird zum Aufenthalt in einem psychiatrischen Krankenhaus verurteilt. Tramell besucht ihn und sagt, sie habe das Ende ihres Romans geändert. In den Rückblenden sieht man, dass er auch die früheren Morde beging. Jedoch lassen die letzten Kommentare Tramells keinen eindeutigen Schluss zu, wer nun der wahre Täter ist.
Am Ende liest Glass den Roman, den Tramell ihm mit den Worten widmete: „Ohne Dich hätte ich es nicht geschafft; in Liebe Catherine“.

## Hintergrund
- Am 16. März 2006 hatte der Film seine Weltpremiere in London, am 22. März seine Deutschland-Premiere in Berlin. Die breite Veröffentlichung begann in den deutschen Kinos ab dem 30. März, in den US-amerikanischen Kinos ab dem 31. März 2006.
- Sharon Stone wollte ursprünglich Catherine Deneuve als weiblichen Co-Star an ihrer Seite.
- Als Kevin Franks ist der ehemalige englische Fußballprofi Stan Collymore zu sehen.
- Ursprünglich hatte der Filmkomponist Jerry Goldsmith, der auch die einprägsame Filmmusik zum Original komponierte, an der Produktion mitwirken sollen. Er verstarb jedoch am 21. Juli 2004.
- Der Arbeitstitel des Projekts lautete ehemals Basic Instinct 2: Risk Addiction (dt.: „Basic Instinct 2: Risikosucht“).
- Die Handlung sollte ursprünglich in New York spielen, wurde jedoch nach London verlegt.
- Große Teile des Films spielen im Londoner 30 St Mary Axe, der 2004 fertiggestellt wurde. Gedreht wurde an Original-Schauplätzen in der britischen Hauptstadt sowie am Royal Holloway College in Surrey, das als Kulisse für das Psychiatrische Institut diente.
- Im Film fährt Sharon Stone einen Spyker C8 Laviolette.[3]
- Die Dreharbeiten begannen am 18. April 2005 und endeten im August 2005.
- In den USA erhielt Basic Instinct 2 von der Motion Picture Association of America (MPAA) eine „R-Bewertung“, nachdem der Regisseur und sein Filmeditor John Scott mehrere Sexszenen aus dem Film entfernt hatten. Dies hatte zur Folge, dass Jugendliche unter 17 Jahren den Film in Begleitung eines Elternteils oder Erwachsenen besuchen durften. Ursprünglich hatte der Film eine „NC-17-Beurteilung“ erhalten, die Jugendlichen unter 18 Jahren verboten hätte, den Film anzusehen.
- Der Film ist eine internationale Koproduktion der deutschen „IMF Internationale Medien und Film GmbH & Co. 3. Produktions KG“, der britischen „Intermedia Films“, der spanischen „Kanzaman“ und der US-amerikanischen „Metro-Goldwyn-Mayer“ und „C-2 Pictures“.

## Rechtsstreit
Im Jahr 2000 wurde ein möglicher Kinostart im März 2002 erwogen und ein Drehbuch auf Basis von Joe Eszterhas Filmcharakteren wurde von Leora Barish und Henry Bean verfasst. Der Casting-Prozess für die männliche Hauptrolle zog sich jedoch in die Länge. Robert Downey Jr. war für die männliche Hauptrolle im Gespräch, musste sich jedoch nach Bekanntwerden seines Drogenkonsums aus der Produktion zurückziehen. Benjamin Bratt, der Favorit der Produzenten, wurde von Sharon Stone als zu schlechter Schauspieler abgelehnt.
Bis zum Beginn der Produktion im Jahr 2001 war kein männlicher Hauptdarsteller gefunden worden, und so wurde der Film eingestellt. Daraufhin verklagte Sharon Stone die Produzenten, weil diese angeblich ihren Vertrag nicht eingehalten hätten. Stone erklärte, sie hätte nach einem „Pay-or-Play-Arrangement“ zugesagt, die Rolle der Catherine Tramell noch einmal zu spielen. Das beinhaltete auch eine Zahlung ihrer 14 Mio. US-Dollar (laut anderen Quellen 15 Mio. US-Dollar) hohen Gage, falls der Film nicht entstehen sollte.
Im Jahr 2004, kurz bevor der Fall vor Gericht verhandelt werden sollte, einigten sich beide Seiten unter geheimgehaltenen Bedingungen, dass der Film doch fertiggestellt werden sollte.

## Kritiken
„Misslungener Versuch, an das erfolgreiche Konzept des Originals anzuschließen. Weder die Inszenierung noch die Darsteller vermögen über das hanebüchene Drehbuch hinwegzutäuschen.“

## Auszeichnungen
Der Film erhielt 2007 in den Kategorien Schlechtester Film, Schlechteste Fortsetzung oder Prequel und Schlechtestes Drehbuch je eine Goldene Himbeere. Sharon Stones Leistung wurde mit dem Preis für die Schlechteste Darstellerin honoriert.